# Euterpe
Euterpe (in greco antico: Εὐτέρπη?, Eutèrpē) è un personaggio della mitologia greca, figlia di Zeus e Mnemosine ed è una delle Muse.
Il suo nome deriva dal greco εὖ èu (bene) e τέρπω tèrpō (piacere) e significa "colei che rallegra".

## Mitologia
È la musa della musica, più tardi anche della poesia lirica e secondo alcuni inventrice dell'aulos. 

Nelle raffigurazioni è spesso rappresentata con un Aulos, l'aerofono doppio chiamato dai romani Tibia. Tale strumento non è definibile come flauto in quanto provvisto generalmente di ancia doppia, o ancia semplice (a differenza del flauto). 
Nelle rappresentazioni più tarde inizia ad essere raffigurata anche con semplici flauti.  
Secondo molte fonti fu proprio lei la Musa che divenne madre di Reso. Il padre del semidio sarebbe stato un re di Tracia, ma gli autori non sono concordi su quale fosse: per Omero era Eioneo mentre per lo pseudo-Euripide sarebbe stato Strimone, divenuto in seguito dio fluviale. Altri sostengono però che Reso fosse figlio del fiume e di una donna mortale.